# 공소기각
|                                                                  |
| 형사소송법                                                       |
| 이념과 구조                                                      |
| 무죄 추정의 원칙 · 자백배제법칙 · 전문법칙                       |
| 증거보전청구권 · 형사보상청구권 · 독수독과이론                   |
| 실체적 진실주의 · 적정절차 · 신속한 재판의 원칙                  |
| 진술거부권 · 접견교통권 · 증거개시제도                           |
| 열람등사권 · 위법수집증거배제법칙                                |
| 법원                                                             |
| 제척 · 기피 · 회피 관할 · 이송 · 법관                            |
| 피고인과 변호인                                                  |
| 피고인 ·변호인 · 성명모용자 · 공동피고인 국선변호인 · 법정대리인 |
| 검사                                                             |
| 기소독점주의 · 검사 동일체의 원칙                                |
| 수사                                                             |
| 함정수사 · 불심검문 · 임의동행 · 동행요구 · 사법경찰관           |
| 구속                                                             |
| 구속영장 · 체포영장                                              |
| 증거법                                                           |
| 정황증거 · 전문증거 · 진술조서 · 진술서 · 실황조사서 · 검증조서  |
| 진술 · 증인                                                      |
| 재판                                                             |
| 공소장 · 공소장일본주의                                          |
| 고소 · 고발 · 고소불가분의 원칙 · 자수                           |
| 상소                                                             |
| 항소, 상고 & 비상상고                                            |
| 다른 7법 영역                                                    |
| 헌법 · 민법 · 형법                                               |
| 민사소송법 · 형사소송법 · 행정법                                 |
| 포털: 법 · 법철학 · 형사정책                                     |
| v • d • e • h                                                    |

공소기각(公訴棄却)은 피고사건에서 관할권 이외의 형식적 소송조건이 결여된 경우, 절차상의 하자를 이유로 공소를 적법하지 않다고 인정하여 사건의 실체에 대한 심리를 하지 않고 소송을 종결시키는 형식 재판이다.

## 조문

### 제327조 (공소 기각의 판결)
다음 경우에는 판결로써 공소 기각의 선고를 하여야 한다.

1. 피고인에 대하여 재판권이 없는 때

2. 공소 제기의 절차가 법률의 규정에 위반하여 무효인 때

3. 공소가 제기된 사건에 대하여 다시 공소가 제기되었을 때

4. 제329조의 규정에 위반하여 공소가 제기되었을 때

5. 고소가 있어야 죄를 논할 사건에 대하여 고소의 취소가 있을 때

6. 피해자의 명시한 의사에 반하여 죄를 논할 수 없는 사건에 대하여 처벌을 희망하지 아니하는 의사 표시가 있거나 처벌을 희망하는 의사 표시가 철회되었을 때

### 제328조 (공소 기각의 결정)
① 다음 경우에는 결정으로 공소를 기각하여야 한다.

1. 공소가 취소되었을 때

2. 피고인이 사망하거나 피고인인 법인이 존속하지 아니하게 되었을 때

3. 제12조(동일 사건과 수개의 소송 계속) 또는 제13조(관할의 경합)의 규정에 의하여 재판할 수 없는 때

4. 공소장에 기재된 사실이 진실하다 하더라도 범죄가 될만한 사실이 포함되지 아니하는 때

② 전항의 결정에 대하여는 즉시 항고를 할 수 있다.

### 제329조 (공소 취소와 재기소)
공소 취소에 의한 공소 기각의 결정이 확정된 때에는 공소 취소 후 그 범죄 사실에 대한 다른 중요한 증거를 발견한 경우에 한하여 다시 공소를 제기할 수 있다.

## 판례
- 서로 동일성이 없고 실체적 경합관계에 있는 수개의 공소사실 중 일부 공소사실을 삭제한다는 검사의 공소장변경신청이 있는 경우 위 절차가 법리에 어긋난 잘못이 있기는 하나 그 공소장변경신청서 중 공소를 취소하는 취지가 명백하다면 공소취소신청이라는 형식을 갖추지 아니하였더라도 법원은 그 부분 공소를 기각하여야 할 것이다.[2]

- 교도소장의 사망통보서와 의무과장 발행의 사망진단서에 의하여 피고인이 사망하였음이 인정된다면 공소기각결정을 하여야 한다.[3]

- 부정수표단속법 위반 사건에 있어서 수표가 그 제시기일에 제시되지 아니한 사실이 공소사실 자체에 의하여 명백하다면 공소기각을 하여야 한다.[4]

- 피고인이 군에 입대한 경우에는 입대로 인하여 일반법원은 피고인에 대한 재판권을 상실하였다고 할 것이므로 그 입대 후에 선고된 항소심 판결은 물론 그 입대 전에 선고되었으나 미확정중인 제1심 판결까지도 재판권이 없는 자에 대한 재판이여서 공소기각이 된다.[5]

- 공소제기의 절차가 법률의 규정에 의하여 무효인 때라 함은 무권한자에 의하여 공소가 제기되거나 공소제기의 소송조건이 결여되거나 또는 공소장의 현저한 방식위반이 있는 경우이다.[6]

- 간통고소는 혼인관계의 부존재 또는 이혼심판청구의 계속을 그 유효요건으로 하고 있고 또 이 조건은 공소제기시부터 재판이 종결될 때까지 구비하여야 하므로 간통고소 당시 이혼심판청구를 제기하였다 하더라도 그 청구가 기각되어 확정된 경우에는 이혼소송의 계속도 없어지고 혼인이 해소되지 않은 것으로 확정되게 되므로 위 고소의 유효요건중 어느 것도 갖추지 못한 것이 되어, 그 이후 그 간통고소는 부적법하게 된다.[7]

- 공소사실 중 "피고인들이 공동하여 성명불상 범종추측 승려 100여 명의 전신을 손으로 때리고 떠밀며 발로 차서 위 성명불상 피해자들에게 폭행을 각 가한 것이다"는 부분은 피해자의 숫자조차 특정되어 있지 않아 도대체 몇 개의 폭행으로 인한 폭력행위등처벌에관한법률위반죄를 공소제기한 것인지조차 알 수가 없으므로, 공소장에 구체적인 범죄사실의 기재가 없어 그 공소제기의 절차가 법률의 규정에 위반하여 무효이다[8]

- 이 사건 공소사실 중 “피고인 1이 마약류 취급자가 아님에도 2005. 8. 하순경부터 2005. 11. 20.경 사이에 부산 연제구 이하 불상지에서 필로폰(메스암페타민) 불상량을 맥주에 타서 마시거나 1회용 주사기에 넣어 희석한 다음 자신의 팔 혈관에 주사하는 방법으로 이를 투약하였다.”는 부분은, 메스암페타민의 투약시기, 투약한 메스암페타민의 양과 투약 방법 등의 심판대상이 특정되지 아니하여 피고인의 방어권 행사에 지장을 초래할 위험성이 크다고 할 것이다. 따라서 위와 같은 공소사실의 기재는 특정한 구체적 사실의 기재에 해당한다고 볼 수 없어 형사소송법 제254조 제4항에 정해진 요건을 갖추지 못한 것이므로, 이 부분 공소는 공소제기의 절차가 법률의 규정에 위반하여 무효라고 할 것이다[9].

- 불법구금, 구금장소의 임의적 변경 등의 위법사유가 있다고 하더라도 그 위법한 절차에 의하여 수집된 증거를 배제할 이유는 될지언정 공소제기의 절차 자체가 위법하여 무효가 아니다[10]

- 교통사고로 인해 업무상 과실치사상죄로 기소된 사안에서 피고인에게 업무상 주의의무위반이 없다고 증명됨과 동시에 교통사고처리특례법이 규정한 자동차종합보험에 가입하였던 사실이 인정된다면 법원은 공소기각의 판결을 선고하여야 한다[11]

- 소년법 제30조의 보호처분을 받은 사건과 동일한 사건에 대하여 다시 공소제기가 되었다면 동조의 보호처분은 확정판결이 아니고 따라서 기판력도 없으므로 이에 대하여 면소판결을 할 것이 아니라 공소제기절차가 동법 제47조(현행 제53조)의 규정에 위배하여 무효인 때에 해당한 경우이므로 공소기각의 판결을 하여야 한다[12]

- 피고인이 체류자격이 없는 외국인들을 고용하여 구 출입국관리법(2010. 5. 14. 법률 제10282호로 개정되기 전의 것) 위반으로 기소되었는데, 당초 위 사건을 입건한 지방경찰청이 지체없이 관할 출입국관리사무소장 등에게 인계하지 아니한 채 그 고발없이 수사를 진행하였고, 이후 위 사무소장이 지방경찰청장의 고발의뢰에 따라 고발하면서 그 사유를 ‘지방경찰청의 고발의뢰 공문 등에 의해 명백히 입증되었다’라고만 기재한 사안에서, 고발 경위에 비추어 사무소장이 한 위 고발은 구체적인 검토에 따라 재량으로 행하여진 것이어서 무효로 볼 수 없고, 지방경찰청에서 같은 법 제101조 제2항의 규정을 위반하였다는 것만으로는 지방경찰청 및 검찰의 수사가 위법하다거나 공소제기의 절차가 법률의 규정에 위배되어 무효인 때에 해당하지 않는다고 본 원심판단을 수긍한 사례[13].

- "공소가 제기된 사건에 대하여 다시 공소가 제기되었을 때"라 함은 이미 공소가 제기된 사건에 대하여 다시 별개의 공소장에 의하여 이중으로 공소가 제기된 경우를 뜻하는 것이지 하나의 공소장에 범죄사실이 이중으로 기재되어 있는 경우까지 포함하지 않는다[14]

- 상상적 경합관계에 있는 공소사실 중 일부가 먼저 기소된 후 나머지 공소사실이 추가기소된 경우, 법원으로서는 석명권을 행사하여 검사로 하여금 추가기소의 진정한 취지를 밝히도록 하여 검사의 석명에 의하여 추가기소가 상상적 경합관계에 있는 행위 중 먼저 기소된 공소장에 누락된 것을 추가 보충하는 취지로서 1개의 죄에 대하여 중복하여 공소를 제기한 것이 아님이 분명해진 경우에는, 추가기소에 의하여 공소장변경이 이루어진 것으로 보아 전후에 기소된 공소사실 전부에 대하여 실체판단을 하여야 하고 추가기소에 대하여 공소기각판결을 할 필요가 없다[15]

- '다른 중요한 증거를 발견한 경우'라 함은 공소취소 전에 가지고 있던 증거 이외의 증거로서 공소취소 전의 증거만으로서는 증거 불충분으로 무죄가 선고될 가능성이 있으나 새로 발견된 증거를 추가하면 충분히 유죄의 확신을 가지게 될 정도의 증거가 있는 경우이다[16]

- 친고죄에 있어서의 고소의 취소는 제1심판결 선고전까지만 할 수 있다고 형사소송법 제232조 제1항에 규정되어 있어 제1심판결 선고후에 고소가 취소된 경우에는 그 취소의 효력이 없으므로 같은법 제327조 제5호의 공소기각의 재판을 할 수 없다.[17]

- 형사소송법 제327조 제2호에 의하여 공소기각의 판결을 선고하여야하고, 공소제기 당시는 위와 같은 소극적 조건이 구비되어 있었으나 그 후 결여되기에 이른 경우 즉 공소제기 후에 처벌을 희망하지 아니하는 의사표시를 하거나 처벌희망의 의사표시를 철회한 경우에는 동법 제327조 제6호에 의하여 공소기각의 판결을 선고하여야 할 것이다.[18]

- 가. 피해자가 처벌을 희망하지 않는다는 취지의 취하서를 제1심판결 선고후인 항소심 계속중에 제출한 경우에는 형사소송법 제327조 제6호 공소기각의 판결사유에 해당되지 아니한다.[19]

- 공소제기 당시는 위와 같은 소극적 조건이 구비되어 있었으나 그 후 결여되기에 이른 경우, 즉 공소제기 후에 처벌을 희망ㅏ지 아니하는 의사표시를 하거나 처벌희망의 의사표시를 철회한 경우에는 동법 제327조 제6호에 의하여 공소기각의 판결을 선고하여야 한다[20]

- 피해자가 처벌을 희망하지 않는다는 취지의 취하서를 제1심판결 선고 후인 항소심 계속 중에 제출한 경우에는 형사소송법 제327조 제6호 공소기각의 판결사유에 해당되지 아니한다[21]

- 공소기각의 재판이 있으면 피고인은 유죄판결의 위험으로부터 벗어나는 것이므로 그 재판은 피고인에게 불이익한 재판이라고 할 수 없어서 이에 대하여 피고인은 상소권이 없다[22]

- 피고인이 공소를 기각한 제1심판결에 대해 무죄를 주장하며 항소하자, 원심이 항소를 기각하지 않고 제1심판결을 파기하여 제1심법원으로 환송한 사안에서, 공소기각의 판결에 대하여 피고인에게 상소권이 인정되지 않으므로 위 항소는 법률상의 방식에 위반한 것이 명백한 때에 해당한다고 보아 원심판결을 파기하고 항소기각한 사례[23]

### 부적법한 고소
- 친고죄에서 공범 중 일부에 대하여만 처벌을 구하고 나머지에 대하여는 처벌불원의 의사를 표시한 고소는 적법한 고소라고 할 수 없고 따라서 공소기각의 판결을 선고하여야 한다[24]

### 위법한 함정수사의 경우
공소제기의 절차가 법률의 규정에 위반하여 무효이다

### 공소기각재판의 사유
- 제327조와 제328조에 열거되어 있는 공소기각의 사유는 한정적 열거이다[26]

### 공소기각 판결이 불이익한 재판인지 여부
- 피고인을 위한 상소는 피고인에게 불이익한 재판을 시정하여 이익된 재판을 청구함을 그 본질로 하는 것이므로 피고인은 재판이 자기에게 불이익하지 아니하면 이에 대한 상소권이 없다고 할 것인바, 공소기각의 판결이 있으면 피고인은 유죄판결의 위험으로부터 벗어나는 것이므로 그 판결은 피고인에게 불이익한 재판이라고 할 수 없다[27]

## 같이 보기
- 공소
- 면소
- 확정판결
- 대한민국 형사소송법 제327조 공소기각의 판결
- 대한민국 형사소송법 제319조